# Religión cananea

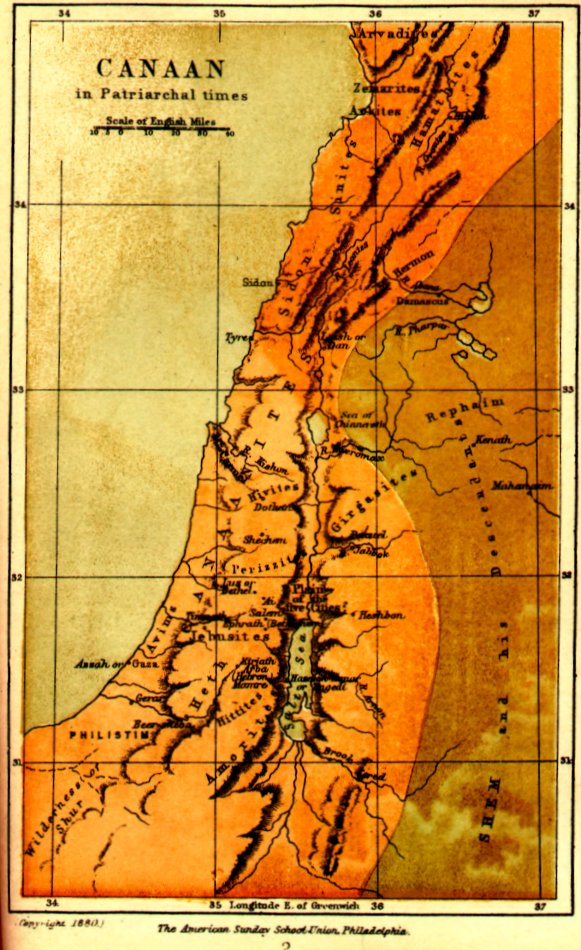
La tierra de Canaán, que comprende las modernas regiones de Palestina, Israel, Egipto y Siria. Cuando se practicaba el paganismo, estaba dividida en varias ciudades-estado.

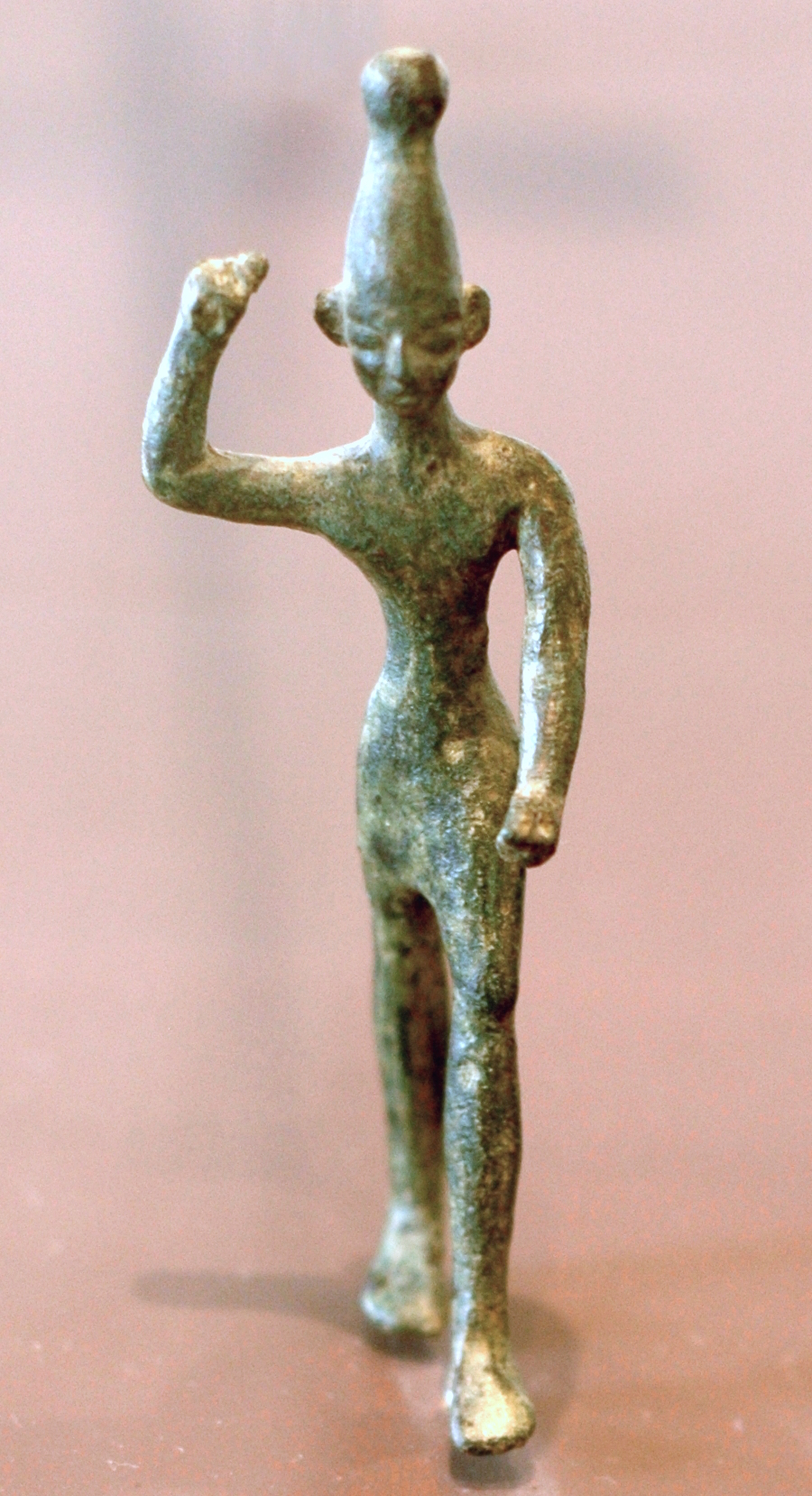
Baal con el brazo levantado. Bronce ca. siglos XIV a. C.-XII a. C. encontrado en Ras Shamra (antigua Ugarit), Louvre.

La religión cananea es el nombre que se da al grupo de las antiguas religiones semíticas practicadas por los cananeos que vivían en el antiguo Levante mediterráneo desde, al menos, la Edad de Bronce temprana hasta los primeros siglos de la Era cristiana.
La religión cananea era politeísta, y en algunos casos monolatrista.
Apenas se tenían referencias de la religión de los cananeos nada más que por la Biblia y por escasos restos arqueológicos, además de otras transcripciones indirectas del mundo grecorromano. Posteriormente, a mediados del siglo XIX, se descubrieron los "Textos de execración egipcios" de Luxor y Saqqara y sobre todo, todo empezó a tener sentido a partir de 1928, cuando fue descubierta la ciudad-estado de Ugarit (actual Ras Shamra, al norte de la Siria actual) y se desvelaron una serie de tablillas de arcilla que contienen textos religiosos que datan de alrededor de 1400 a. C. a 1350 a. C., pero cuyos mitos y leyendas son de una creación bastante anterior, mediante cantos populares u oficiales. Escritos en forma de poemas, algunos textos fueron utilizados en la liturgia de los templos.
Aunque la religión cananea posee muchos elementos en común con la mesopotámica, posee otros particulares que la diferencian. Lo mismo podríamos decir con su sucesora, la religión fenicia, con la que no hay que confundirla.

## Mitología
El panteón cananeo estaba presidido por el dios El (también denominado Ël o Il y Elohim, según muchos piensan, en hebreo), dios decano de los nómadas y, por ende, con funciones eminentemente éticas y sociales. Es descrito como tolerante y benigno: recibe los títulos de «El supremo», «El poderoso», «Dios de dioses», «Rey», «Padre», «El creador de todo», «amable», «misericordioso».
El culto al dios Él era propio de los pueblos cananeos en el siglo XXII a. C. Luego se difundiría entre asirios y babilonios.
Era la deidad principal, el rey, creador de todas las cosas, el juez que dictaba lo que debían hacer tanto los hombres como los dioses.
Dadas esas características, para algunos, Él era el apelativo con que se designaba por antonomasia a Dagan (dios de los cereales).
La palabra dagan se traduce como ‘grano’, ‘trigo’ o ‘semilla’; si se derivase del hebreo antiguo dag, podría significar ‘pez’. Esto último motivó la errónea interpretación de Dagan (cereal) como el dios pez (Dagón entre los filisteos). Se podría admitir que en el transcurso del tiempo, a lo largo de la orilla mediterránea, se desarrolló una concepción y representación doble de Dagón como resultado de la supuesta doble derivación del nombre.
A su vez era considerado como padre de Baal. La representación de Baal era también un toro joven (becerro). En Ugarit el templo de Dagan y el de Baal estaban juntos.
Baal (b’l, dueño o señor) era una designación general que pasó a constituir la denominación de Hadad, el dios de las lluvias, convertido en el «dueño» o «señor» por antonomasia en una sociedad agrícola que vive pendiente de las lluvias para lograr las cosechas. En las tablas de Ugarit figura también como el esposo (o hijo) de la diosa Asera (la madre de todos los dioses, la esposa celestial). En Canaán el rey era nombrado «siervo de El». Esto describía el estatus de los reyes antiguos como ejecutores de la voluntad divina. Este título era visto como un privilegio y como una carga.
Las cartas de Amarna (ca. 1480-1450 a. C.) han aportado los nombres cananeos de Yamir Dagan y Dagan Takala (gobernantes de Ascalón), lo cual da testimonio de la antigüedad del culto a Dagan entre los habitantes de Canaán, e introducida en Egipto en época de los hicsos.

## Narrativa bíblica
Los antiguos hebreos habían vivido en Egipto bajo la influencia del culto a Él (difundido por los hicsos. Hubo cierto sincretismo, puesto que respetaron los dioses de los egipcios y sus costumbres). Esos dioses impregnaban la vida del pueblo (según Ezequiel 20:8).
Una vez en su Tierra Prometida, los hebreos quedaron rodeados de pueblos que adoraban al mismo dios El-Il-Dagan y a su hijo Baal-Hadad-Hammon.
Los líderes hebreos justificaban sus guerras de aniquilamiento contra los pueblos vecinos como el único medio para desechar el culto pagano a «los Baales» para servir al Dios único, vivo y verdadero, Yahvé (YHWH), que les permitiría vivir en un ámbito de justicia, verdad, rectitud y compasión, conceptos que los hebreos parecían aplicar solo a sí mismos (pero en Éxodo se ve como Dios perdona a Israel, pero no deja sin castigo al culpable), mientras afirmaban que los pueblos cananeos eran mercaderes acostumbrados al engaño para conseguir riquezas.
Sus profetas decían:

Giman, habitantes del Mortero, porque todos los mercaderes [‘cananeo’] han sido aniquilados y han sido extirpados todos los que pesan la plata.
Sofonías 1:11.

Y, refiriéndose al Juicio Final:

Y en aquel día, ya no habrá más traficantes [kenajaní: ‘cananeos’] en la casa del Señor de los ejércitos.
Zacarías 14.21.

## Escatología
Según las creencias cananeas, cuando el cuerpo físico muere, la npš (generalmente traducido como "alma") se traslada del cuerpo a la tierra de Mot. Los cuerpos de los muertos eran enterrados con ajuar funerario y se les hacían ofrendas de comida y bebida para que no molestaran a los vivos. Los parientes muertos eran venerados y a veces se les pedía ayuda.

## Culto
Su culto principal consistía en el sacrificio de animales como las ovejas y los toros, con un acto posterior de "comunión" que consistía el que los fieles comieran partes de los animales muertos.